# Akutni proljev
Akutni proljev je proljev koji traje do tri tjedna, a najčešće ga uzrokuju infektivni agensi (90%). Ostali uzroci ove bolesti mogu biti povezani s ljekovima, toksinima te ishemijom. 

## Klinička slika
Na kliničku sliku najviše utječe vrsta uzročnika. Bakterijski proljevi obično su praćeni mučninom, povraćanjem, bolovima u trbuhu i povišenom tjelesnom temperaturom. Proljev može biti sluzav, vodenast (virusi, E.coli), gnojan (stafilokoki) i hemoragičan (Shigella)

## Dijagnoza
Akutni proljev dijagnosticira se na temelju anamneze, epidemioloških podataka i fizikalnog nalaza (znaci dehidracije kao što su suh jezik, turgor kože). Laboratorijska obrada krvi pomaže u diferenciranju uzroka. Stolica se testira bakteriološki i parazitološki (koprokultura). Ostale dijagnostičke metode provode se prema potrebi (radiološki pregled abdomena te endokopija s biopsijom).

## Liječenje
Osnova liječenja je nadoknada tekućine i elektrolita. Antibiotici su indicirani kod šigleoze, pseudomembranoznog kolitisa, kolere i kod infekcije parazitima te imunokompromitiranih bolesnika i bolesnika s umjetnim srčanim zaliscima. Kod akutnog proljeva ne treba davati antikolinergike i opijate zbog povećanja rizika od kolonizacije bakterija i izazivanja ileusa.
|  | Molimo pročitajte upozorenje o korištenju medicinskih informacija. Ne provodite liječenje bez savjetovanja s liječnikom! |